# Метелик (фільм, 1917)
Метелик (англ. The Moth) — американська драма режисера Едварда Хосе 1917 року.

## У ролях
- Норма Толмадж — Люсі Гіллам
- Хессерд Шорт — хлопець Люсі
- Юджин О'Брайєн — незначна роль
- Вірджинія ДаРе — незначна роль
- Адольф Менжу — чоловік
- Дональд Холл — незначна роль
- Мод Аллен — незначна роль
- Франк Кінгдон — незначна роль
- Роберт Вівіан — незначна роль
- Кеннет Ворм — незначна роль